# Pseudaneitea dendyi
Pseudaneitea dendyi är en snäckart som först beskrevs av Suter 1897.  Pseudaneitea dendyi ingår i släktet Pseudaneitea och familjen Athoracophoridae. Inga underarter finns listade i Catalogue of Life.